# Красовицький Олександр Віталійович
Красовицький Олександр Віталійович (нар. 17 жовтня 1967, Харків) — український видавець, генеральний директор та основний власник видавництва «Фоліо» (Харків).

## Життєпис
Закінчив хімічний факультет Харківського державного університету. 
У 1991 році заснував і очолив у Харкові видавництво «Фоліо».
2003–2004, 2005–2007 — голова правління Харківської книжкової фабрики імені Фрунзе.
У листопаді 2004 — лютому 2007 обіймав посаду заступника голови правління ДАК «Укрвидавполіграфія».
У 2004 році зайняв 86-е місце в сотні найвпливовіших людей України за версією журналу «Кореспондент».
З 2014 року обіймає посаду головного редактора у видавництві «Фоліо».
Починаючи з 2015 року, займає активну позицію щодо повного ембарго на книжки походженням з РФ. 
Входить до Ради з питань дерусифікації, декомунізації та деколонізації від МКІП.

## Книжки
У видавництві «Фоліо» друком виходять книжки Олександра Красовицького як автора та укладача. Перша написана книга — біографія Михайла Саакашвілі, текст якої записаний під час розмови з основним автором. Друга, під назвою «Імператив» — розмови з геніальним польським режисером Кшиштофом Зануссі.
Є співавтором серії історичних детективів спільно з письменницею Євгенією Кужавською.
У вересні 2016 року мережа книгарень Є припинила співпрацю з видавництвом «Фоліо» з етичних міркувань та для захисту працівників від тиску Олександра Красовицького на працівників мережі. У 2021 році співпрацю було відновлено.